# Tuctoria fragilis
Tuctoria fragilis là một loài thực vật có hoa trong họ Hòa thảo. Loài này được (Swallen) Reeder miêu tả khoa học đầu tiên năm 1982.